# Закон о дерегулировании авиакомпаний
Закон о дерегулировании авиакомпаний (англ. Airline Deregulation Act) — федеральный закон США, принятый в 1978 году и который дерегулировал авиационную отрасль страны, а именно устранил федеральный правительственный контроль над такими областями, как тарифы, маршруты и выход на рынок новых авиакомпаний. Данный закон прежде всего снял обязанности с Совета по гражданской авиации (CAB), который через несколько лет в итоге был упразднён; обязанности Федерального управления гражданской авиации (FAA) по части обеспечения авиационной безопасности не затрагивались. Принятие закона о дерегулировании авиакомпаний ввело в гражданскую авиационную индустрию свободный рынок, что в итоге привело к снижению тарифов при значительном увеличении числа рейсов, количества авиапассажиров и протяжённости авиамаршрутов.

## Предыстория
Во второй половине 1930-х годов в США в сфере транспортных услуг преобладал железнодорожный транспорт, тогда как авиация ещё не была достаточно развита. К тому же в стране в то время была Великая депрессия, что ещё больше ограничивало авиаперевозки. И в этих условиях возникали оправданные опасения, что руководство железных дорог проникнет в авиаперевозки и монополизирует этот рынок. Для предупреждения этого в 1936 году было создано Управление гражданской авиации, которое в 1940 году было переименовано в Совет по гражданской авиации (англ. Civil Aeronautics Board, CAB). Этот Совет определял маршруты и расписания рейсов по ним за определёнными авиаперевозчиками, устанавливал тарифы на перевозки и осуществлял антитрастовое регулирование, благодаря чему ни одна авиакомпания не могла доминировать на рынке.
Во второй половине 1940-х годов произошло значительное расширение сети авиамаршрутов и увеличение числа местных (региональных) авиакомпаний, чему способствовало появление на вторичном рынке большого числа транспортных самолётов, которые оказались в военном излишке после окончания Второй мировой войны, а также субсидирование авиаперевозок. Дело в том, что CAB рассчитывал тарифы таким образом, чтобы при заполненности самолётов на 55 % чистый доход с рейсов составлял 15 %, что позволяло ограничивать прибыль перевозчиков, однако из-за этого последние не могли поменять эксплуатируемый на маршруте тип самолёта, не имея на это одобрения. Помимо этого, все авиакомпании для CAB были равны, но так как небольшие авиаперевозчики, работающие на коротких и малозагруженных маршрутах, особенно в пределах одного штата, фактически работали в убыток, для покрытия их издержек выплачивались субсидии, тогда как на более протяжённых и загруженных рейсах цены на билеты оказывались велики, из-за чего на трансконтинентальных маршрутах рейсы иногда были заполнены только на 40 %. Для привлечения пассажиров авиакомпании были вынуждены лучше рекламировать себя и вводить на рейсах улучшенное обслуживание, то есть повышать расходы.
В 1958 году, когда авиатранспорт страны уже являлся крупной отраслью, а небо бороздило огромное число самолётов, был издан закон, который привёл к созданию Федерального управления гражданской авиации (англ. Federal Aviation Administration, FAA) и регулированию воздушного сообщения. Однако так совпало, что в том же 1958 году авиация США перешла в реактивную эру, при этом авиалайнеры вмещали уже 100 и более пассажиров, а их заполняемость на некоторых маршрутах достигала 70—80 %. В таких условиях достаточно было бы снизить стоимость билетов, чтобы привлечь больше пассажиров, тем самым заполнив самолёты полностью, а значит повысив доход. К тому же на ряде маршрутов промежуточные посадки в небольших аэропортах даже для средних самолётов фактически были не нужны. И тут всё острее начали проявляться недостатки Совета по гражданской авиации, который превратился в самодовольную бюрократическую машину, медленно реагирующую на изменяющиеся условия. Порой доходило до абсурда: когда в 1967 году World Airways подала заявку на выполнение регулярных рейсов из Нью-Йорка в Лос-Анджелес с низкими ценами на билеты, CAB рассматривал данную заявку шесть с половиной лет и в итоге отклонил, как «устаревшую». А Continental Airlines и вовсе ждала разрешения выполнять рейсы из Денвера в Сан-Диего в течение восьми лет, в итоге получив это разрешение только через апелляционный суд США. Federal Express в свою очередь так и не дождался одобрения запроса о выполнении грузовых рейсов на загруженных маршрутах одним большим самолётом, вместо двух малых. К тому же Совет по гражданской авиации сильно осложнял появление на рынке новых авиаперевозчиков.

## Появление закона
Произошедший в 1973 году нефтяной кризис, который привёл к повышению цен на авиатопливо, и стагфляция значительно изменили экономическую среду, тогда как некоторые авиаперевозчики уже эксплуатировали широкофюзеляжные самолёты, пассажировместимость которых могла превышать две сотни человек. Ещё в 1971 году крупные авиакомпании договорились коллективно снизить уровень обслуживания на основных маршрутах, что позволяло снизить расходы, на что CAB дал согласие. А в январе 1975 года United Airlines, American Airlines и Trans World Airlines предложили уже уменьшить тарифы для привлечения пассажиров, на что CAB в свою очередь ответил отказом, ведь United хотела снизить тарифы на всех своих маршрутах. В итоге начались рассуждения, что жёсткое регулирование со стороны Совета фактически замедляет развитие американской гражданской авиации. К тому же в 1970 году произошло банкротство железнодорожной Penn Central Transportation Company, которое на тот момент стало крупнейшим в американском транспорте и шокировало общественность, приведя к опасениям, что подобное может произойти в авиации.
Тогда в 1975 году Подкомитет Конгресса США под управлением сенатора Эдварда Кеннеди провёл анализ системы регулирования CAB, который дал следующие результаты:
- тарифы значительно выше, чем должны быть;
- самолёты используются нерационально;
- CAB потакает неэффективности перевозчиков;
- не учитываются пожелания пассажиров о сочетании тарифов и уровня сервиса;
- хроническая тенденция превышения провозных мощностей в отрасли. Загрузка 55 % — очень мала. Многие авиакомпании уже имели 60 и 70 %.

В итоге Конгресс США сделал заключение, что САВ сдерживает эффективность авиакомпаний, не даёт им снижать цены и не стимулирует прибыльность. Президент страны Джеральд Форд поддержал идею о дерегулировании авиакомпаний и внёс законопроект о дерегулировании в Конгресс, после чего последний назначил руководителем CAB адвоката Джона Робсона. Новый руководитель Совета отменил мораторий на открытие новых маршрутов, а также правила ограничения провозных мощностей. На такие радикальные решения, как либерализация тарифов и вход новых авиаперевозчиков на рынок, Джон Робсон однако не решился. К тому же Ассоциация воздушного транспорта (ATA) предупреждала, что дерегулирование авиаперевозок грозит закрытием 272 беспересадочных магистральных маршрутов и 826 субсидируемых маршрутов местных авиаперевозчиков, судьба 1267 не субсидируемых местных маршрутов окажется под угрозой, а ежегодные субсидии авиакомпаниям от государства могут возрасти с $70 миллионов до $1 миллиарда. В то же время никто не отрицал, что текущая ситуация наносит американской авиации больше вреда, чем пользы.
Следующим президентом США стал уже Джимми Картер, который был более готов к переменам, а потому поставил на пост руководителя Совета по гражданской авиации знаменитого экономиста и сына русских эмигрантов Альфреда Кана. Кан и стал автором «Закона о дерегулировании авиакомпаний», который 6 февраля 1978 года был представлен невадским сенатором Говардом Кэнноном, а 24 октября 1978 года подписан Джимми Картером. После этого новым руководителем CAB был назначен Дэн Маккитон (англ. Dan McKinnon), который оставался на данном посту вплоть до закрытия Совета в 1985 году.

## Последствия
Хотя официально дерегулирование грузовых перевозок началось 1 января 1979 года, а пассажирских — через год, уже в 1978 году CAB прекратил контролировать тарифы, ввёл практику назначения нескольких перевозчиков на один маршрут и стал выдавать разрешения всем сертифицированным перевозчикам на свободный вход и выход с рынка. В результате в том же 1978 году 70 % тарифов на билеты значительно снизились, что привлекло больше пассажиров. Так как теперь любой воздушный оператор мог самостоятельно выбирать маршруты, по которым будут летать его самолёты, в сфере авиаперевозок началась жёсткая конкуренция, по результатам которой с 1978 по 2001 год прекратили существование такие крупные авиакомпании, как Braniff (1982), Continental (1983 и 1990), Western (1987), Eastern (1991), Midway (1991), Pan American (1991) и TWA (2001), а также более 150 местных перевозчиков, включая первого успешного лоукостера PSA (1988). Из отрицательных моментов стоит отметить снижение сервиса авиаперевозок на внутренних рейсах, а также прекращение эксплуатации многих небольших аэропортов из-за нерентабельности небольших рейсов на малодеятельных маршрутах в небольшие города. Прибыль авиакомпаний при этом оказалась относительно невелика, так как из-за конкуренции они вынуждены снижать цены на билеты.
В целом, эффект от дерегулирования признан скорее положительным, так как по статистическим данным по сравнению с 1978 годом число авиапассажиров к 1991 году удвоилось, а к 2008 году — утроилось. Во многом это связано с тем, что средняя цена билета в 1994 году была на 9 % ниже, по сравнению с 1979 годом, причём с учётом инфляции тарифы снизились в среднем на треть, а на загруженных направлениях — наполовину. Также на американском рынке авиаперевозок стали более распространены лоукостеры, например, Southwest Airlines. Это повысило заполняемость самолётов, но привело к необходимости развития инфраструктуры крупных аэропортов, чтобы они могли справиться с увеличившимся пассажиропотоком.
Опыт дерегулирования авиакомпаний привёл к отказу от регулирования и в других отраслях экономики. Однако такое решение не всегда оборачивалось успехом, как, например, в случае с ипотекой жилья, что показал кризис 2007 года.